# Unleash the Dragon (singolo)
Unleash the Dragon è un singolo del cantautore statunitense Sisqó, pubblicato il 18 settembre 2000 come quarto e ultimo estratto dal suo primo album in studio Unleash the Dragon.

## Tracce
CD Maxi
1. Unleash The Dragon (Stargate Remix) – 3:43
2. Unleash The Dragon (Oliver Silk Remix) – 4:04
3. Unleash The Dragon (Explicit Album Version) – 3:53

- Extras: Thong Song (Uncensored Video feat. Foxy Brown)

## Classifiche
| Classifiche (2000) | Posizione massima |
| ------------------ | ----------------- |
| Australia          | 18                |
| Belgio (Fiandre)   | 53                |
| Belgio (Vallonia)  | 32                |
| Francia            | 41                |
| Paesi Bassi        | 30                |
| Regno Unito        | 6                 |
| Svezia             | 44                |
| Svizzera           | 47                |